# Frontera entre la Xina i el Kazakhstan
La frontera entre la Xina i Kazakhstan (kazakh Қазақстан-Қытай мемлекеттiк шекарасы, rus Казахстанско-китайская государственная граница, xinès 中哈边界 Zhōng-Hā biānjiè) és la frontera de 1.765 kilòmetres en sentit nord-sud que separa l'est del Kazakhstan (províncies del Kazakhstan Occidental i Almati, del nord-oest de la Xina (regió del Xinjiang, prefectures autònomes d'Ili Kazak, Altai, Tacheng i Aksu). Fou establerta com a frontera internacional amb la dissolució de la Unió Soviètica en 1991. Ambdós estats arribaren a diversos acords de delimitació fronterera en els anys 1994, 1997 i 1998. La línia fronterera entre els dos països ha estat heretada de la frontera existent entre l'URSS i la República Popular de la Xina, i, abans, entre l'Imperi Rus i l'Imperi Qing; no obstant això, ha quedat totalment demarcada només a finals del segle XX i principis del XXI.

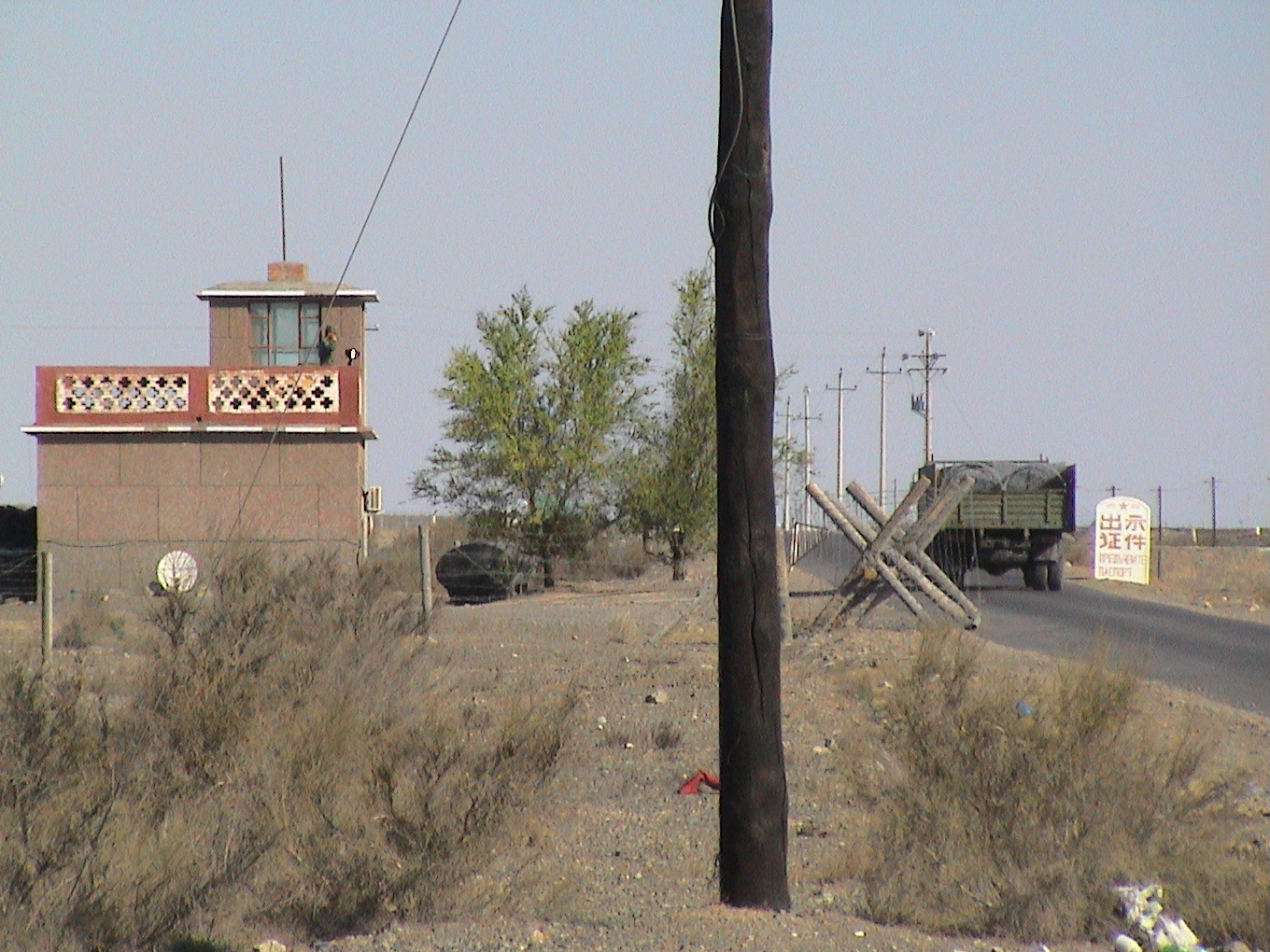
Pas d'Alatau o Porta de Jungària

## Història

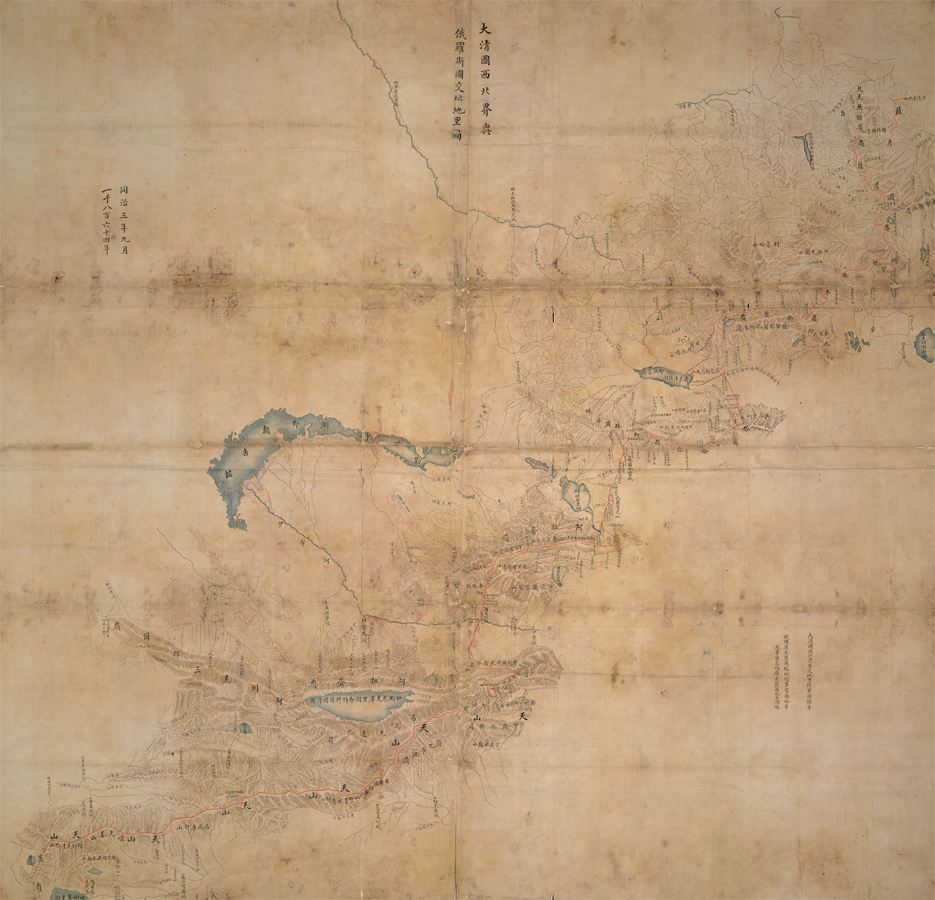
La frontera entre la Xina i Rússia establerta en el Protocol de Chuguchak (1864). La frontera de entre la Xina i Kazakhstan actual segueix àmpliament la línia establerta en aquest protocol, amb canvis força petits

Els orígens de la línia fronterera entre la Xina i el Kazakhstan són a partir de mitjan segle xix, quan l'Imperi Rus va poder controlar el territori del llac Zaysan. L'establiment de la frontera entre l'Imperi Rus i l'Imperi Qing, no gaire diferent de la frontera entre xino-kazakh d'avui, es va establir en el Conveni de Pequín de 1860; la línia fronterera real de conformitat amb la convenció va ser traçada pel Protocol de Chuguchak (1864), deixant el llac Zaysan al costat rus. La presència militar de l'Imperi Qing a la conca d'Irtysh es va desmoronar durant la revolta dels dungans (1862-77). Després de la caiguda de la rebel·lió i la reconquesta de Xinjiang per Zuo Zongtang, la frontera entre els imperis rus i Qing a la conca del riu Ili va ser lleugerament reajustada, a favor de Rússia pel tractat de Sant Petersburg (1881).
Després de la revolució Xinhai i la Guerra Civil Xinesa a la Xina i la Revolució d'Octubre i la Guerra Civil Russa a Rússia, la frontera entre Xina i Rússia es va convertir en la frontera amb la República Popular de la Xina i l'URSS. No obstant això, les autoritats xineses i soviètiques no sempre estaven d'acord sobre el traçat de la línia, la qual cosa va provocar un conflicte fronterer a Tielieketi, a l'est del llac Zhalanashkol, a l'agost de 1969.
Després que Kazakhstan es convertís en un país independent, va negociar un tractat fronterer amb la Xina, que va ser signat a Almati el 26 d'abril de 1994 i ratificat pel president del Kazakhstan el 15 de juny de 1995. Segons el tractat, una estreta franja de terreny muntanyós a l'est de Zhalanashkol que l'URSS i la Xina havien disputat el 1969, es va reconèixer com a part de la Xina
Per delinear amb més precisió certes seccions petites de la frontera, es van signar acords addicionals el 24 de setembre de 1997 i el 4 de juliol de 1998. Durant els propers anys, la frontera va ser demarcada sobre el terreny per comissions conjuntes. Segons els protocols i els mapes de les comissions, la línia fronterera dels dos països és de 1.782,75 km, incloent 1,215,86 km de frontera terrestre i 566,89 km de línia fronterera al marge de rius o llacs. El treball de les comissions va ser documentat per diversos protocols conjunts, finalitzats amb el Protocol signat a Beijing el 10 de maig de 2002.
Les autoritats de protecció de fronteres dels dos països realitzen reunions periòdiques, i fins i tot patrulles frontereres conjuntes.

## Punts de pas ferroviaris
Hi ha dues línies que travessen els dos països.
| Codi UIC | Línia del Kazakhstan | Estació del Kazakhstan | Operador | Línia de la Xina     | Estació de la Xina   | Operador | Notes                                                       |
| -------- | -------------------- | ---------------------- | -------- | -------------------- | -------------------- | -------- | ----------------------------------------------------------- |
| 1845     | Turksib              | Dostyk                 | KTZ      | Línia fèrria Lan-Xin | Estació d'Alashankou | CRC      | Via única no electrificada (canvi d'indicador a Alashankou) |
|          | Turksib              | Korgas                 | KTZ      | Línia de Jingyihuo   | Khorgos              | CRC      | Via única no electrificada (canvi d'indicador a Khorgos)    |